# 발렌티노스 시엘리스
발렌티노스 시엘리스(그리스어: Βαλεντίνος Σιέλης, 1990년 3월 1일 ~ )는 키프로스 출신의 축구 선수로서 포지션은 수비수이다. 현재 도하 카토코피아스 FC에서 뛰고 있다.

## 클럽 경력
발렌티노스는 잉글랜드의 아스널 FC와 토트넘 홋스퍼 FC의 유소년 팀에 소속되어 활동했다. 이후 2007-08시즌을 앞두고 EFL 리그 원의 동커스터 로버스 FC에 입단하면서 커리어를 시작했다. 하지만 동커스터 로버스에서 발렌티노스는 출전 기회를 잡지 못했으며 시즌 종료 이후 키프로스의 ENTHOI 라카타미아 FC로 이적했다.
2009-10시즌을 앞두고 발렌티노스는 아노르토시스 파마구스타 FC로 이적했다. 발렌티노스는 2009년 9월 23일에 열린 오셀로스 아티에누 FC와의 컵 대회에서 입단 후 첫 경기를 치렀다.
2014-15시즌을 앞두고 발렌티노스는 AEL 리마솔로 이적했다.
2017시즌을 앞두고 발렌티노스는 K리그 클래식의 강원 FC에 입단했다. 2017년 3월 4일에 열린 상주 상무와의 경기에서 강원 입단 이후 첫 경기를 치렀다. 그 이후 강원의 주전 수비수로 도약했으며 2017년 4월 16일에 열린 제주 유나이티드와의 경기에서 K리그 데뷔골을 기록했다. 하지만 4월 28일에 십자인대 부상을 당하며 시즌아웃 되었으며 이어진 여름 이적시장에서 등록 말소되었다. 하지만 2018시즌을 앞두고 부상에서 복귀한 후 다시 강원에 합류했다. 부상에서 복귀한 첫 시즌임에도 2018시즌에 발렌티노스는 강원의 주전 수비수로 활약했으며 리그 32경기에 출전했다. 2019시즌에도 강원에 잔류했으며 5월 29일에 열린 전북 현대 모터스와의 경기에서 시즌 마수걸이 골을 기록했다. 이후 6월 23일에 열린 포항 스틸러스와의 경기에서 득점을 기록하며 팀의 5-4 역전극에 일조했다. 7월에는 팀 K리그 대 유벤투스 FC에 출전하는 팀 K리그 멤버로 선정되었으며 해당 경기에 출전하기도 했다. 발렌티노스는 2019시즌 24경기 출전 2골 1도움을 기록하며 강원의 주전 수비수로 활약했다.
2020시즌을 앞두고 K리그2의 제주 유나이티드로 이적했다. 발렌티노스는 6월 6일에 열린 송월 FC와의 FA컵 경기에서 제주 입단 후 첫 경기를 치렀다. 하지만 제주에서 발렌티노스는 많은 기회를 얻지 못하며 리그 3경기 출전에 그쳤지만 제주가 2020시즌 K리그2에서 우승하면서 커리어 첫 우승을 경험했다.
2021시즌을 앞두고 발렌티노스는 K리그2의 부산 아이파크에 입단했다.

## 국가대표팀 경력
발렌티노스는 키프로스 U-21 축구 국가대표팀에서 활동했으며 해당 연령대 대표팀의 주장직을 수행했다.
2010년 3월 26일에 열린 아이슬란드 축구 국가대표팀과의 경기에서 성인 국가대표팀 데뷔전을 치렀다. 2016년 11월 13일에 열린 지브롤터 축구 국가대표팀과의 2018년 FIFA 월드컵 유럽 지역 예선에서 국가대표팀 데뷔골을 기록했다.

## 수상

### 팀

#### 제주 유나이티드
- K리그2 우승: 2020

### 개인
- 키프로스 베스트 유스 플레이어: 2012

## 같이 보기
- 발렌티노스 시엘리스 K리그 기록 – 한국프로축구연맹